# Good Morning, Mickey!
Good Morning, Mickey! fue una serie de televisión de Disney Channel que se estrenó en 1983. Su programación era de cortos clásicos de Disney. Aunque muchos cortos tenían como protagonista a Mickey Mouse la mayoría tenía como protagonistas a otros personajes más secundarios de Disney, como a Goofy, el Pato Donald, Chip y Dale, entre otros.
Fue la primera serie de Disney Channel, estrenada el 18 de abril de 1983, el mismo día que fue lanzado Disney Channel. Su horario era de 6:00 p. m., por lo que fue el primer programa en emitirse en Disney Channel cuando su programación era de 18 horas al día.
Después de su emisión, seguía Donald Duck Presents.

## Lista de episodios
Cada episodio generalmente tenía cuatro dibujos animados clásicos (excepto los episodios 71 y 75 que tenían tres dibujos animados clásicos, y el episodio 76 que tenía el largometraje de 22 minutos Mickey and the Beanstalk y una caricatura clásica), y cada caricatura clásica se presenta con sus créditos de apertura y cierre teatrales originales (a excepción del título de la caricatura y el resplandor solar Mickey Mouse/Donald Duck/Goofy/ Logotipos de apertura de Plutón/Figaro/Chip and Dale), presumiblemente debido a limitaciones de tiempo.
Todos los dibujos animados en blanco y negro de "Mickey Mouse" se presentan en este programa en su presentación original en blanco y negro, aunque con sus títulos originales cortados por completo y reemplazados por versiones abreviadas de arpillera.
| #   | Short 1                   | Short 2                     | Short 3                          | Short 4                             |
| --- | ------------------------- | --------------------------- | -------------------------------- | ----------------------------------- |
| 001 | The Simple Things         | Boat Builders               | Dude Duck                        | Two Gun Goofy                       |
| 002 | On Ice                    | Camp Dog                    | Donald's Better Self             | How to Dance                        |
| 003 | The Whalers               | Pluto and the Gopher        | Out of Scale                     | Tennis Racquet                      |
| 004 | Thru the Mirror           | Pluto's Sweater             | Donald Applecore                 | Lion Down                           |
| 005 | The Band Concert          | Rescue Dog                  | Donald's Golf Game               | The Lone Chipmunks                  |
| 006 | Moose Hunters             | Cold Storage                | Up a Tree                        | How to Have an Accident in the Home |
| 007 | Mickey's Parrot           | Lend a Paw                  | Donald's Vacation                | How to Sleep                        |
| 008 | Mickey's Garden           | Pluto's Heart Throb         | Working for Peanuts              | Goofy Gymnastics                    |
| 009 | The Pointer               | Window Cleaners             | All in a Nutshell                | The Big Wash                        |
| 010 | Symphony Hour             | Bone Trouble                | The Fire Chief                   | Two Chips and a Miss                |
| 011 | Mickey's Circus           | Mail Dog                    | Three for Breakfast              | Motor Mania                         |
| 012 | Lonesome Ghosts           | Wonder Dog                  | Dragon Around                    | How to Ride a Horse                 |
| 013 | Mickey's Trailer          | Pests of the West           | The Hockey Champ                 | Chip an' Dale                       |
| 014 | Hawaiian Holiday          | Sheep Dog                   | Donald's Lucky Day               | Corn Chips                          |
| 015 | The Clock Watcher         | Cold Turkey                 | Modern Inventions                | Californy 'er Bust                  |
| 016 | Mickey's Birthday Party   | Pluto's Playmate            | Honey Harvester                  | The New Neighbor                    |
| 017 | Brave Little Tailor       | Pluto at the Zoo            | Rugged Bear                      | A Knight for a Day                  |
| 018 | Orphan's Benefit          | Plutopia                    | Bee on Guard                     | Beezy Bear                          |
| 019 | Mickey's Elephant         | Bone Bandit                 | Wet Paint                        | Hockey Homicide                     |
| 020 | Mickey's Delayed Date     | Pluto's Purchase            | Sea Scouts                       | Pioneer Days                        |
| 021 | Moving Day                | The Purloined Pup           | Daddy Duck                       | Father's Day Off                    |
| 022 | The Worm Turns            | Cat Nap Pluto               | Self Control                     | How to Play Baseball                |
| 023 | A Gentleman's Gentleman   | Baggage Buster              | Canvas Back Duck                 | The Cactus Kid                      |
| 024 | Canine Caddy              | The Flying Jalopy           | They're Off                      | Donald Duck and the Gorilla         |
| 025 | Pluto and the Armadillo   | The Flying Squirrel         | Double Dribble                   | Donald's Ostrich                    |
| 026 | The Autograph Hound       | Primitive Pluto             | Let's Stick Together             | The Klondike Kid                    |
| 027 | Donald's Off Day          | Puss Café                   | Hello Aloha                      | Cured Duck                          |
| 028 | Squatter's Rights         | The Golden Eggs             | Plane Crazy                      | Dumbell of the Yukon                |
| 029 | Food for Feudin'          | Old Sequoia                 | The Mail Pilot                   | Drip Dippy Donald                   |
| 030 | Billposters               | In Dutch                    | Lambert the Sheepish Lion        | Donald's Double Trouble             |
| 031 | The Nifty Nineties        | Chips Ahoy                  | The Olympic Champ                | The Trial of Donald Duck            |
| 032 | The Brave Engineer        | Donald's Dream Voice        | Shanghaied                       | Soup's On                           |
| 033 | Mickey's Fire Brigade     | Slide, Donald, Slide        | Building a Building              | Out on a Limb                       |
| 034 | The Country Cousin        | Donald's Diary              | Pluto's Party                    | Grand Canyonscope                   |
| 035 | Three Blind Mouseketeers  | Donald's Snow Fight         | Two Weeks Vacation               | Crazy Over Daisy                    |
| 036 | Morris, the Midget Moose  | Sea Salts                   | Touchdown Mickey                 | Donald's Tire Trouble               |
| 037 | Bath Day                  | Donald's Garden             | Pluto's Fledgling                | Lucky Number                        |
| 038 | Magician Mickey           | Sleepy Time Donald          | Hooked Bear                      | Donald's Dog Laundry                |
| 039 | Springtime for Pluto      | Crazy with the Heat         | The Grasshopper and the Ants     | No Hunting                          |
| 040 | Bubble Bee                | Winter Storage              | Mickey's Steam-Roller            | Inferior Decorator                  |
| 041 | Pluto's Surprise Package  | Foul Hunting                | Pigs is Pigs                     | Hook, Lion and Sinker               |
| 042 | Mother Pluto              | Trailer Horn                | The Dognapper                    | Donald's Dilemma                    |
| 043 | Mickey and the Seal       | Truant Officer Donald       | Pluto's Kid Brother              | Beach Picnic                        |
| 044 | The Legend of Coyote Rock | The Plastics Inventor       | Ye Olden Days                    | Trombone Trouble                    |
| 045 | Dog Watch                 | The Greener Yard            | The Pied Piper                   | Spare the Rod                       |
| 046 | Social Lion               | Donald and Pluto            | In the Bag                       | Don Donald                          |
| 047 | Mickey's Rival            | Lighthouse Keeping          | Home Made Home                   | Chicken in the Rough                |
| 048 | Mickey's Amateurs         | Father's Lion               | Blue Rhythm                      | Polar Trappers                      |
| 049 | The Little Whirlwind      | Chef Donald                 | T-Bone for Two                   | Wild Waves                          |
| 050 | Mickey Down Under         | Donald's Nephews            | Pueblo Pluto                     | Old MacDonald Duck                  |
| 051 | Mr. Mouse Takes a Trip    | Put-Put Troubles            | Ferdinand the Bull               | The Gallopin' Gaucho                |
| 052 | Tugboat Mickey            | Uncle Donald's Ants         | Canine Patrol                    | Timber                              |
| 053 | Alpine Climbers           | Bellboy Donald              | The Delivery Boy                 | Grin and Bear It                    |
| 054 | Pluto Junior              | Duck Pimples                | The Beach Party                  | Tea for Two Hundred                 |
| 055 | R'Coon Dawg               | Donald's Happy Birthday     | Mickey in Arabia                 | Early to Bed                        |
| 056 | Clock Cleaners            | Chicken Little              | Hold That Pose                   | Bootle Beetle                       |
| 057 | Mickey's Grand Opera      | The Riveter                 | The Sleep Walker                 | Donald's Gold Mine                  |
| 058 | Pluto's Blue Note         | Donald's Cousin Gus         | The Pet Store                    | Tiger Trouble                       |
| 059 | First Aiders              | Donald in Mathmagic Land    | Goofy and Wilbur                 | Bee at the Beach                    |
| 060 | Society Dog Show          | Clown of the Jungle         | How to Play Golf                 | A Good Time for a Dime              |
| 061 | Pluto's Housewarming      | No Sail                     | How to Be a Detective            | Mr. Duck Steps Out                  |
| 062 | Mickey's Service Station  | Goofy's Glider              | Figaro and Frankie               | Wide Open Spaces                    |
| 063 | Straight Shooters         | Fathers Are People          | Donald's Crime                   | Mickey's Kangaroo                   |
| 064 | The Eyes Have It          | How to Swim                 | A Cowboy Needs a Horse           | Victory Vehicles                    |
| 065 | Canine Casanova           | Officer Duck                | Three Little Wolves              | How to Fish                         |
| 066 | The Practical Pig         | The Art of Self Defense     | Test Pilot Donald                | Man's Best Friend                   |
| 067 | Lion Around               | Father Noah's Ark           | Tomorrow We Diet!                | Private Pluto                       |
| 068 | Three Little Pigs         | How to Play Football        | Don's Fountain of Youth          | Teachers are People                 |
| 069 | Little Toot               | Cold War                    | Good Scouts                      | Steamboat Willie                    |
| 070 | The Army Mascot           | Old King Cole               | Two-Gun Mickey                   | African Diary                       |
| 071 | Aquamania                 | Peter and the Wolf          | The Fox Hunt                     |                                     |
| 072 | Contrary Condor           | How to Be a Sailor          | Donald's Camera                  | For Whom the Bulls Toil             |
| 073 | Donald's Penguin          | Casey at the Bat            | Orphan's Picnic                  | Little Hiawatha                     |
| 074 | Paul Bunyan               | The Three Caballeros        | Frank Duck Brings 'em Back Alive |                                     |
| 075 | The Big Bad Wolf          | Susie the Little Blue Coupe | Lake Titicaca                    |                                     |
| 076 | Mickey and the Beanstalk  | Pluto's Quin-puplets        |                                  |                                     |
| 077 | Sky Trooper               | The Tortoise and the Hare   | Donald's Penguin                 | The Ugly Duckling                   |
| 078 | The Nifty Nineties        | Donald's Double Trouble     | Once Upon a Wintertime           | Donald's Diary                      |
| 079 | Trick or Treat            | Lonesome Ghosts             | The Skeleton Dance               | Donald Duck and the Gorilla         |
| 080 | Pluto's Christmas Tree    | Donald's Snow Fight         | The Art of Skiing                | Toy Tinkers                         |

## VHS release
This show was released on PAL VHS tapes in the UK as part of a six-volume set which also each featured an episode of Welcome to Pooh Corner, The Mouse Factory, Donald Duck Presents, and Mousercise. Each tape contained one Disney cartoon short.
- Volume One contains "Bone Trouble"
- Volume Two contains "Lion Down"
- Volume Three contains "Mickey's Garden"
- Volume Four contains "Mr. Mouse Takes a Trip"
- Volume Five contains "Symphony Hour"
- Volume Six contains "R'Coon Dawg"

En Australia, Se lanzaron seis cintas VHS más (para un total de doce) que contenían cortos adicionales. Junto a las seis nuevas cintas, también se estrenó una de temática navideña:
- Volume Seven contains "Figaro and Frankie"
- Volume Eight contains "Mail Dog"
- Volume Twelve contains "How to Be a Detective"
- The Christmas Volume contains "Toy Tinkers"

## Revival
Aunque 'Buenos días, Mickey' ya no se transmite Disney Channel o sus canales hermanos en los Estados Unidos a partir de la década de 2000, todavía se mostraban reposiciones de Good Morning, Mickey en la televisión fuera de los Estados Unidos, especialmente en Disney Channel fuera de los Estados Unidos.
Estas reposiciones modernas diferían ligeramente de las que se transmitieron originalmente en la década de 1980, aunque todavía se transmiten las mismas caricaturas; ya que estos tienen una apertura ligeramente alterada con diferentes imágenes de dibujos animados de Disney en la apertura (aunque el theme song shasta que se reproduce normalmente), y la mayoría de las imágenes de dibujos animados utilizadas en la apertura modificada son nuevas transferencias de principios de la década de 1990. Además, cada episodio ha sido remasterizado a partir de sus impresiones televisivas originales de la década de 1980 y cada caricatura contiene originalmente los títulos iniciales y finales modificados, y tiene la versión de 1998. Buena Vista International Logotipo agregado al final de los créditos finales de cada episodio.
El vídeo en este enlace es un ejemplo de una repetición moderna de "Buenos días, Mickey" con las ligeras modificaciones mencionadas anteriormente: https://www.youtube.com/watch?v=7qg9tUvEJVY
| Precedida por -- | Series Originales de Disney Channel | Sucedido por Welcome to Pooh Corner |